# Andreiniimon nuptialis
Andreiniimon nuptialis (Karny, 1918)  è un insetto ortottero della famiglia Tettigoniidae. È l'unica specie nota del genere Andreiniimon  Capra, 1937.

## Descrizione

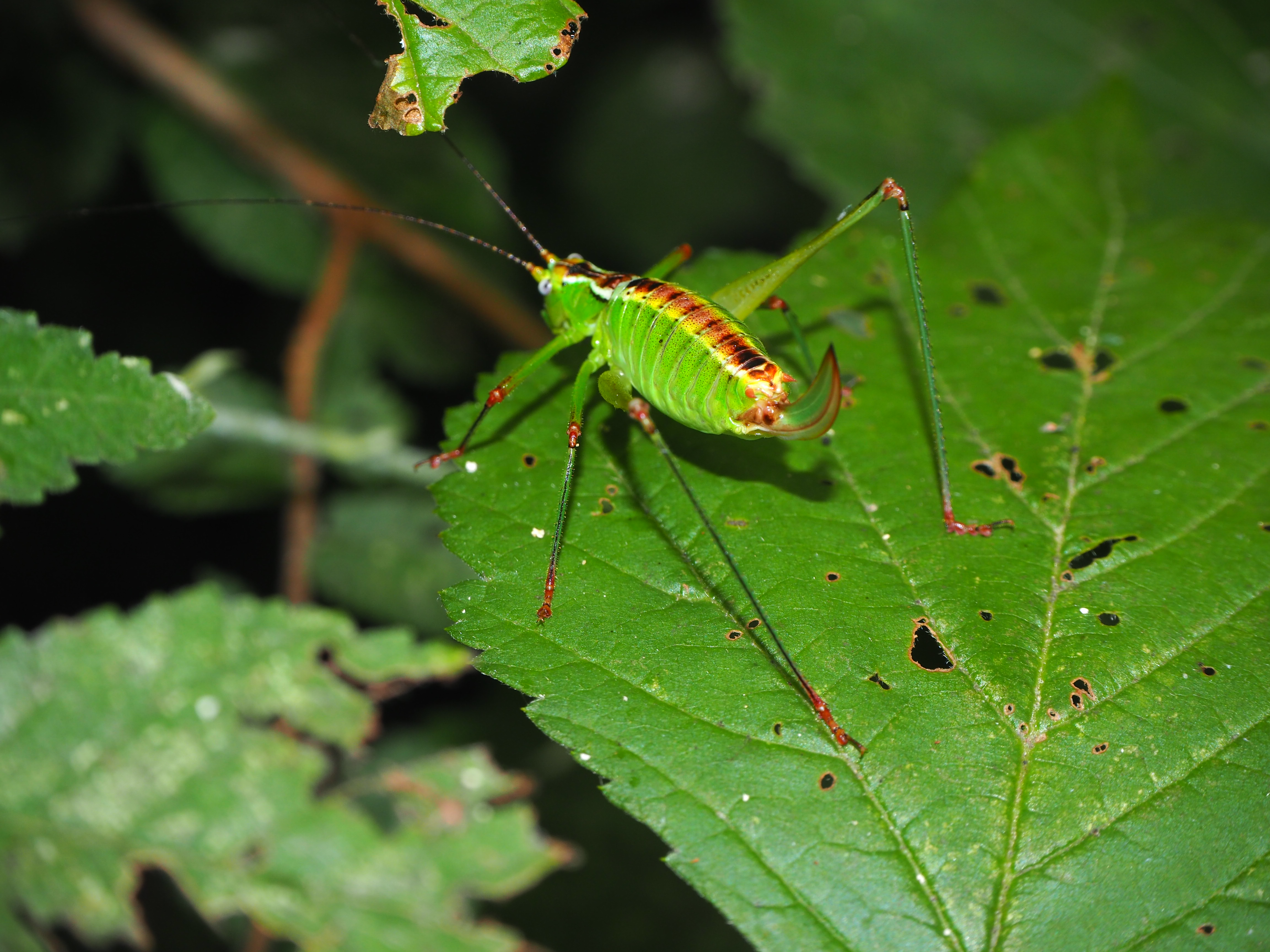
Femmina

Specie caratteristica per la colorazione bianca, rossa, verde, nera e a giallo-arancione accesa e appariscente soprattutto nei maschi e per la particolare conformazione dell'area genitale dei maschi, risulta inconfondibile in Europa. L'ovopositore è relativamente liscio e sottile, con solo una lieve seghettatura nel bordo della valva inferiore. Le zone delle ginocchia e dei tarsometri sono rosse. Le femmine misurano senza ovopositore dai 17 ai 19 mm circa, mentre i maschi sono intorno ai 16 mm. 

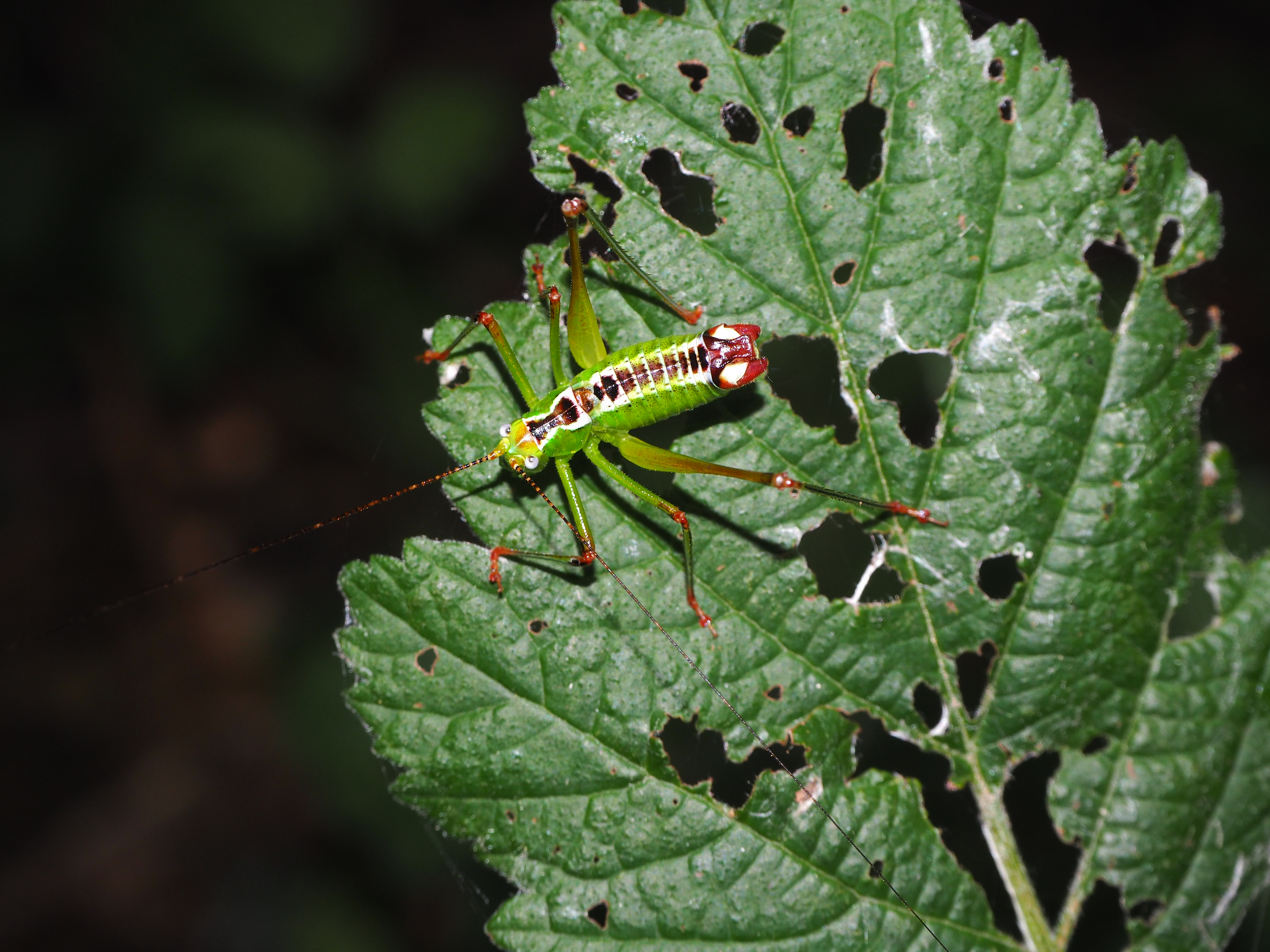
Maschio

## Biologia

### Fenologia
Gli adulti si possono rinvenire da fine maggio a luglio.

### Bioacustica
Il canto, molto debole, si sente a stento ad orecchio nudo, essendo in parte ultrasonico; gli adulti possono cantare tutto il giorno, ma principalmente di sera e di notte.
- Andreiniimon nuptialis canto

## Distribuzione e habitat
La specie è molto localizzata e presente nella penisola balcanica, in Italia, dove è conosciuta solo in poche località sull'Appennino Umbro-Marchigiano, nel Carso triestino e nel Ferrarese sul Po; vi sono alcune segnalazioni anche per Lazio e Abruzzo. La località tipo è: Portes, north of Durres, Albania.
La specie nel Carso triestino si ritrova principalmente su Sambucus ebulus, sul Po è stata ritrovata in un bosco spiccatamente igrofilo su cespuglietti di Rubus mentre in Italia centrale su Cornus sanguinea.

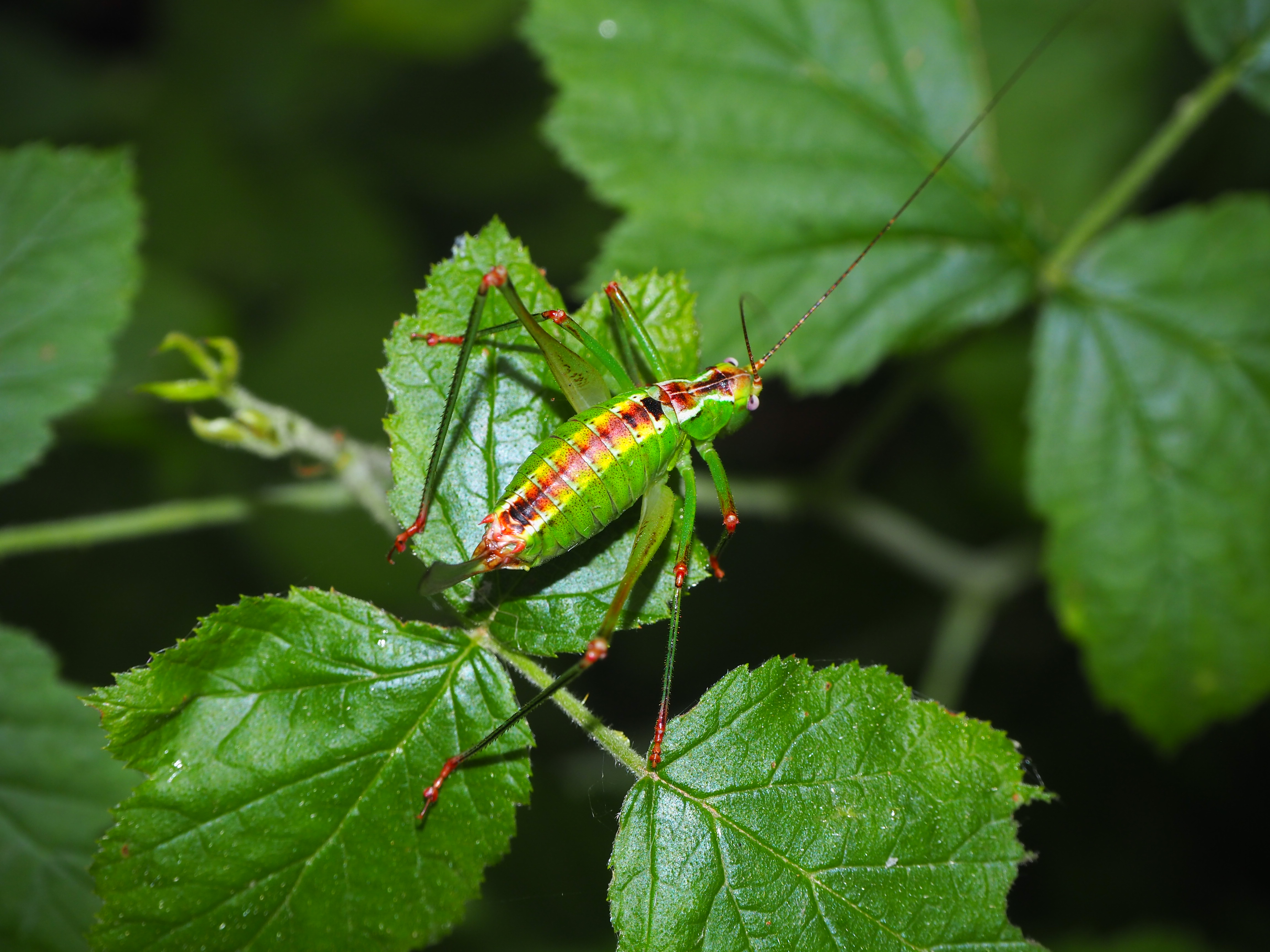
Femmina su Rubus dal bosco di Porporana (FE)

## Conservazione
La specie è considerata rara, anche se negli ultimi anni le località conosciute sono in grande aumento.
La Lista rossa IUCN classifica Andreiniimon nuptialis come specie vulnerabile.